# SFIリーシング
SFIリーシング株式会社（えすえふあいりーしんぐ、英文社名：SFI Leasing Company, Limited）は、東京都千代田区に本社を置く、日本のリース会社。かつてソニーの金融部門であったソニーファイナンスインターナショナルが前身。2010年に同社のリース・レンタル事業部門が独立した形で設立された。三井住友ファイナンス&リースグループの一つである。

## 概要
1976年にソニー100%出資で設立されたソニーファイナンスインターナショナルが前身企業。2010年11月1日に、リース・レンタル・保険事業を事業承継し、事業を開始した。出資比率は三井住友ファイナンス&リースが66%（連結子会社）、ソニーが34%（持分法適用関連会社）。
コーポレートメッセージは「Specialty」「Financial solution」「Invention」「Leasing」、それぞれの頭文字をとり会社の略称をSFILとしている。主な事業にソニー製品のオペレーティングリース・レンタル、ソニー損害保険やペット保険が主力のアニコム損害保険ほか募集代理店業務など。

## 沿革
- 1976年    ソニーファイナンスインターナショナル設立
- 1985年    カーリース事業、損害保険代理店業務開始
- 1987年    レンタル事業開始
- 1991年    ソニー商事株式会社と合併
- 2002年    生命保険代理店業務開始、ソニーリースセンター開設
- 2006年    ソニーレンタルデスク開設
- 2010年    ソニーファイナンスインターナショナルより事業承継し独立、三井住友ファイナンス&リース、ソニーが出資する合弁会社となる

## 参考
1. 1 2 3 4 5  SFIリーシング株式会社 第16期決算公告
2. ↑  三井住友ファイナンス＆リース株式会社 有価証券報告書（第52期） p.7
3. ↑  ソニー株式会社 有価証券報告書 2013年度 p.143